# Tricheilostoma sundewalli
Espèce
Synonymes
- Stenostoma sundewalli Jan, 1862
- Leptotyphlops sundewalli (Jan, 1862)
- Guinea sundewalli (Jan, 1862)
- Glauconia gestri Boulenger, 1906

Tricheilostoma sundewalli est une espèce de serpents de la famille des Leptotyphlopidae.

## Répartition
Cette espèce se rencontre au Ghana, au Togo, en République centrafricaine, au Cameroun et à Bioko en Guinée équatoriale.
Sa présence est incertaine au Congo-Brazzaville.

## Liste des sous-espèces
Selon The Reptile Database (27 février 2014) :
- Tricheilostoma sundewalli sundewalli (Jan, 1862)
- Tricheilostoma sundewalli gestri (Boulenger, 1906)

## Publications originales
- Boulenger, 1906 : Report on the reptiles collected by the late L. Fea in West Africa. Annali di Museo Civico di Storia Naturale di Genova, sér. 3, vol. 2, p. 196-216.
- Jan, 1862 "1861" : Note sulla famiglia dei tiflopidi sui loro generi e sulle specie del genere Stenostoma. Archivio Per La Zoologia, l'Anatomia e la Fisiologia, vol. 1, p. 178–199 (texte intégral).